# Piaskówka (rzeka)
Piaskówka – niewielki strumień na terenie Wrocławia, do 1945 roku noszący nazwę Sandwert Graben, lewy dopływ Ślęzy. Wypływa w rejonie ul. Konińskiej we wrocławskich Żernikach, stamtąd płynie na wschód przecinając ul. Szczecińską, za którą skręca na północ i północny wschód, po czym wpada do  Ślęzy na wysokości znajdującego się po przeciwnej stronie tej rzeki Lasu Kuźnickiego w Kuźnikach.
Całkowita długość strumienia wynosi niespełna 2 kilometry.
W związku z budową Autostradowej Obwodnicy Wrocławia A8, która przebiega w tym rejonie wzdłuż osi ulicy Szczecińskiej, strumień w dolnym biegu włączony został w sztucznie wytyczoną sieć odwadniającą autostradę.